# Dimetilamilamina

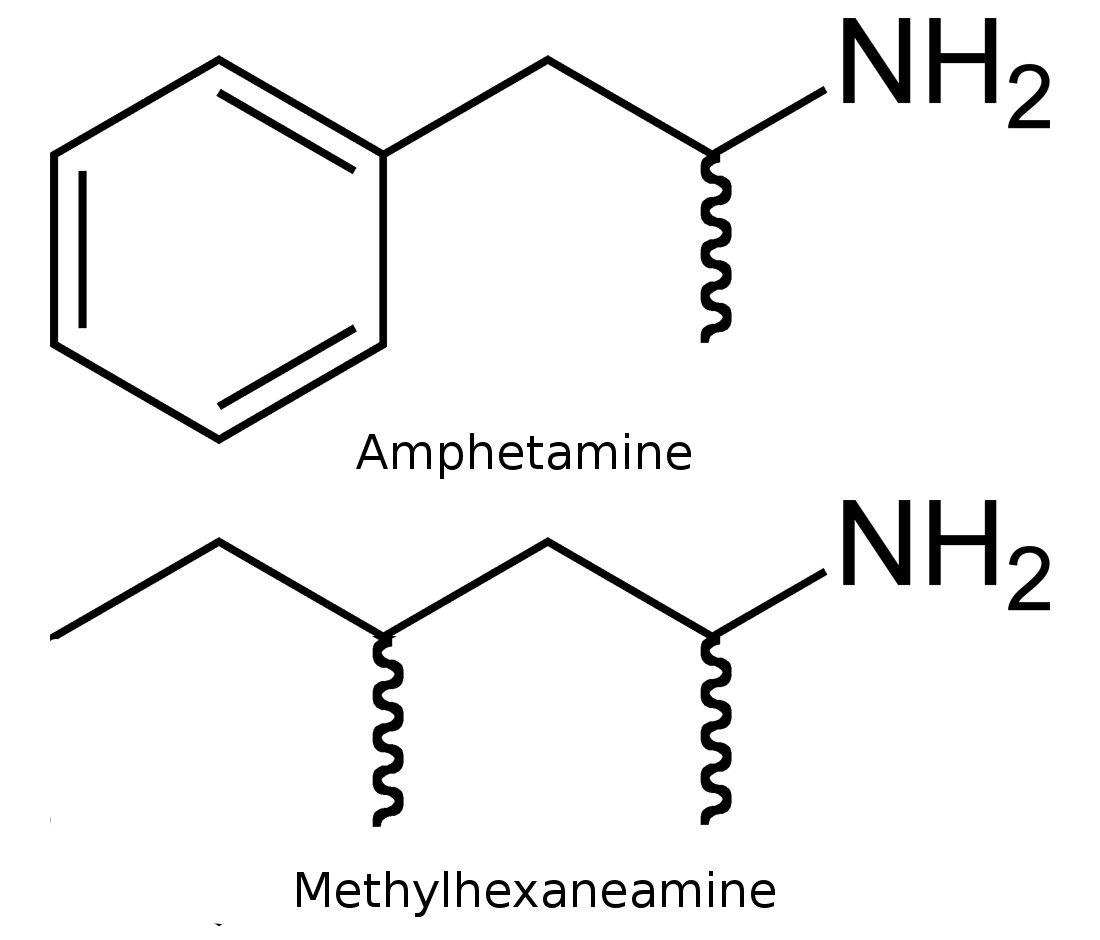
A estrutura da metil-hexilamina é semelhante à da anfetamina.

Dimetilamilamina, também conhecida como metilhexanamina, é uma amina alifática e um vasoconstritor utilizado como descongestionante nasal.
Apesar de classificada como suplemento alimentar nos Estados Unidos, foi incluída pela Agência Mundial Antidoping em 2009 em sua lista de substâncias dopantes. Também por este motivo, não é comercializada nos Brasil.